# Korsfarerstat
En korsfarerstat er en stat, som er blevet befolket af korsfarere i forbindelse med et eller flere korstog.
Betegnelsen kan også bruges om stater, som grænser lige op til et område, der kan være mål for et korstog. Nogle gange er betegnelsen blevet brugt om de kristne stater på den iberiske halvø

## Liste over Korsfarerstater IMellemøsten
- Antiochia(Antiokia) (Fyrstendømme)
- Cypern (Kongedømme)
- Grevskabet Edessa
- Jerusalem (Kongedømme)
- Tripolis (Grevskab)

## Liste over Korsfarerstater iÆgæerhavsområdet
- Achaea (Fyrstendømme)
- Athen (Hertugdømme)
- Det Latinske Kejserrige (Kejserdømme)
- Naxos (Hertugdømme)
- Thessalien (Kongedømme)

## Liste over andre Korsfarerstater
- Den Tyske Ordensstat (Under den Tyske Ridderorden)
- Malta (Under Johanniterordenen)
- Rhodos (Under Johanniterordenen)